# Elmley
Elmley est le nom local de l'Isle of Elmley (île d'Elmley), une partie de l'Île de Sheppey dans le Kent, en Angleterre. C'était également le nom d'un ancien village de l'île d'Elmley.

## Histoire
Le village d'Elmley était une localité d'environ 200 habitants vers la fin du XIXe siècle. Elle était formée de l'entreprise Turkey Cement Works, principal employeur de la région, d'une école, d'une église et de 30 habitations. La cimenterie a fermé en 1902 et la population a progressivement disparu. L'école d'Elmley a fermé dans les années 1920 et l'église a été détruite dans les années 1960, même si les tombes étaient encore présentes en 2009.

## Elmley de nos jours
Dans les années 1970, une réserve ornithologique fut créée dans les marais. Elle est actuellement gérée par la Société royale pour la protection des oiseaux (RSPB). Elle a une superficie de 1 315 hectares, ce qui en fait une des plus grandes réserves ornithologiques d'Angleterre.